# Terremoto de Erzurum de 1983
El terremoto de Erzurum de 1983 ocurrió en el noreste de Turquía el 30 de octubre de 1983 a las 07:12 hora local.Tuvo una magnitud de momento de 6,8 y una intensidad máxima de Mercalli de IX. Reuters informó que 1.342 personas murieron y 50 asentamientos en las provincias de Erzurum y Kars habían sido demolidos por el terremoto.

## Terremotos
El terremoto principal se asoció con fallas predominantemente de rumbo en un plano de falla de buzamiento vertical. El área geológica donde ocurrió el terremoto se caracteriza por muchas fallas con tendencia noreste y este-noreste. Los tipos de rocas predominantes son las volcánicas que se encuentran sobre ofiolitas severamente deformadas. Su epicentro se encuentra dentro de las montañas Gullu y Allahuekber, lo que representa una zona de corte cuaternario con fallas laterales izquierdas que marcan el límite. La sismicidad también está asociada con la zona de fractura de Abul Samsar; una característica de tendencia noreste-suroeste de las montañas del Cáucaso. Se observó una ruptura de la superficie de 15 kilómetros con tendencia norte-noreste, que exhibe un deslizamiento normal y lateral izquierdo. También se produjeron fracturas del terreno tipo graben debido a un mecanismo extensional. La longitud de la ruptura de la superficie no fue consistente con las esperadas para la magnitud del terremoto.

## Daños
Las infraestructuras bien construidas de piedra, bloques de hormigón y mampostería, como escuelas, mezquitas e instalaciones médicas, sufrieron menos daños en comparación con otras en las aldeas afectadas. Algunos permanecieron intactos incluso en la zona meizosísmica. La intensidad máxima asignada en la escala Medvedev-Sponheuer-Karnik en función del daño fue de VIII.
Se produjeron graves daños en las aldeas de los municipios de Horasan, Pasinler y Narman, provincia de Erzurum. También se vieron afectadas las aldeas de Sarikamis, en la provincia de Kars. Se observó destrucción total en una zona elíptica con ejes de 10 kilómetros y 5 kilómetros, respectivamente. El eje principal tiende al noreste. Alrededor del 80 por ciento de las al menos 1.330 muertes ocurrieron en esta área; 1.332 personas resultaron heridas. Diez mil viviendas resultaron dañadas; 3.200 colapsaron. Se estima que se mataron 26.000 cabezas de ganado.